# DEGA-Empfehlung 103
Die DEGA-Empfehlung 103 Schallschutz im Wohnungsbau – Schallschutzausweis ist eine Veröffentlichung der deutschen Gesellschaft für Akustik e. V. (DEGA). Sie wurde vom Fachausschuss Bau- und Raumakustik erarbeitet und erstmals im März 2009 veröffentlicht. Nach Überarbeitung durch den Fachausschuss wurde die aktuell gültige Fassung im Januar 2018 veröffentlicht.

## Konzept
Die beiden wesentlichen Zielsetzungen der DEGA-Empfehlung 103 sind:
- Schaffung eines mehrstufigen Systems zur differenzierten Planung und Kennzeichnung des baulichen Schallschutzes zwischen Raumsituationen unabhängig von der Art des Gebäudes,
- Entwicklung eines Punktesystems auf dieser Basis zur einfachen Kennzeichnung des Schallschutzes von ganzen Wohneinheiten oder Gebäuden.

Das System ist auf die heute üblichen Bauweisen und mit den heutigen bauaufsichtlich eingeführten Mindestanforderungen nach DIN 4109 abgestimmt. Durch die Einteilung in insgesamt 7 Stufen wird eine differenzierte und praxisgerechte Einstufung sowohl für Neubauten als auch für den Altbaubestand ermöglicht.
Die technischen Kennwerte des Schallschutzes sind leider für Planer und Nutzer sehr schlecht verständlich und nachzuvollziehen. In anderen Bereichen (z. B. Energieeinsparung bei Gebäuden oder Elektrogeräten) ist es gelungen für Verbraucher auf einfache Art und Weise Transparenz durch Bewertungssysteme und Kennzeichnung zu schaffen. Diese Transparenz wurde mit der DEGA-Empfehlung und dem Schallschutzausweis im Bereich des baulichen Schallschutzes durch ein gebäudeunabhängiges Bewertungssystem geschaffen.

## Hintergrund

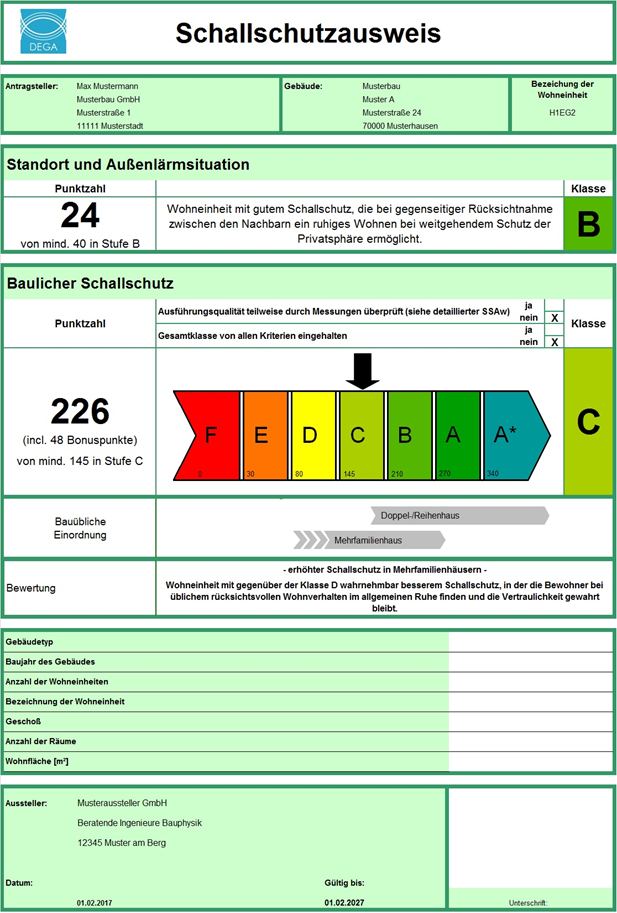
Beispiel eines Schallschutzausweises

Die erste DIN-Norm, in welcher die Höhe des baurechtlich geforderten Schallschutzes niedergelegt wurde, ist das 1938 erschienene Normblatt DIN 4110; eine erste Fassung des auch heute maßgeblichen Normblattes DIN 4109 „Schallschutz im Hochbau“ wurde 1944 veröffentlicht. Diese grundlegenden Arbeiten sind Basis des baulichen Schallschutzes in Deutschland und waren auch Vorbild für vergleichbare Normen und Regelwerke des benachbarten Auslandes.
Wie im Vorwort der DIN 4109 ausführlich erläutert, wurde der dort festgeschriebene Mindestschallschutz immer zur Verhinderung unzumutbarer Geräuschbelästigung bei normalem Wohnverhalten gesehen. Dies ist im Sinne heutiger Nutzeransprüche, des Nutzerverhaltens und der Lebensweise häufig nicht ausreichend, und könnte zumindest in einigen Bereichen nahezu kostenneutral deutlich besser ausgeführt werden. Trotzdem gelten die Anforderungen nach DIN 4109 nahezu unverändert seit vielen Jahrzehnten als baurechtliche Mindestanforderung.
Um den Forderungen der Planer und Nutzer nachzukommen, die mehr als nur den Mindestschallschutz wünschen, wurden bereits in der Fassung der DIN 4109 von 1962 Empfehlungen für den erhöhten Schallschutz mit angegeben. Auch in der heute gültigen DIN 4109 aus 1989 findet man im Beiblatt 2 Empfehlungen für den erhöhten Schallschutz. Die dortigen Werte sind jedoch so stark von Kompromissen geprägt, dass sich die Empfehlungen des erhöhten Schallschutzes von den Anforderungen nach DIN 4109 teilweise nur geringfügig unterscheiden und damit keine subjektiv signifikante Verbesserung gegeben ist.
In der heute aktuellen Fassung der DIN 4109 aus dem Jahr 2018 sind keine Anforderungen an einen erhöhten Schallschutz enthalten. In einem Teil 5 zur DIN 4109 wurde ein erhöhter Schallschutz in Fortführung des Beiblattes 2 erarbeitet und im Jahr 2020 veröffentlicht. Die Akzeptanz am Markt wird sich in den kommenden Jahren zeigen.
Durch die sinnvolle und praxisgerechte Abstufung der Schallschutzklassen in der DEGA-Empfehlung 103 und mit Hilfe der darin enthaltenen auch für Laien verständlichen verbalen Beschreibungen kann erhöhter Schallschutz eingeschätzt und gezielt vereinbart werden.
In der DEGA-Empfehlung 103 enthalten ist der DEGA-Schallschutzausweis. Mit Hilfe eines Punktesystems werden verschiedene schalltechnisch relevante Kriterien bewertet und letztlich als Ergebnis der Bewertung eine Gesamtpunktzahl sowie eine Klasse (F bis A/A*) für eine Wohneinheit ermittelt, die dann die Schalltechnische Qualität der Wohneinheit beschreibt. Das Bewertungssystem der DEGA-Empfehlung 103 beinhaltet die Beurteilung von Standort und Außenlärm sowie den baulichen Schallschutz. Hierbei wird sowohl der Schallschutz zwischen fremden Wohneinheiten als auch im eigenen Wohnbereich betrachtet.
Neben der baurechtlich verbindlichen DIN 4109 und der DEGA-Empfehlung 103 existiert mit der VDI-Richtlinie 4100 auch noch eine weitere bauakustische Richtlinie. Diese liefert unterschiedliche Richtwerte für den Schallschutz im privaten Wohnungsbau.